# Труба (изделие)
Труба́ (профиль) – промышленное изделие, представляющее собой пустотелый замкнутый профиль постоянного сечения длиной обычно 3 м, 6 м, 12 м, большей или заказанной длины.
Труба́ (элемент трубопровода) – название трубопровода или части трубопровода различного назначения (газопровода, водопровода, газовыхлопа или вентиляции).
Трубы изготавливаются из металлов и их сплавов, пластмасс, смол, композитных материалов, бетона, керамики, стекла, древесины и других материалов.
Трубы как детали трубопроводов используются для транспортировки жидкостей, растворов, газа, пара и т.д., а также для прокладки и защиты электрических проводов. Металлические трубы широко применяется в строительстве для металлоконструкций и в механическом производстве для изготовления валов, приводов, рукояток, тяг и других деталей.

## История
Первые системы водоснабжения в Древнем мире использовали гравитационный напор и прокладывались из труб, которые изготавливались из свинца, дерева, бамбука или каналов, которые изготавливались как правило из глины или камня. Выдолбленные деревянные трубы, обёрнутые стальной полосой, использовались в качестве сантехнических труб, в частности, водопроводов: в Англии около 500 лет назад, в городах США для распределения воды начали использовать выдолбленные брёвна с конца 1700-х по 1800-е годы.
С развитием металлургии трубы становятся основной продукцией специализированных заводов. В XVIII веке трубы начинают изготавливать из свинца, а также медного, стального и латунного листа, соединённого как правило, клепаным швом.
Промышленная революция XIX в. в Европе, а позднее в США, положила начало промышленному прокатному производству труб.
Современные трубы изготавливают следующих материалов;
- стали и легированных сталей, включая нержавеющие;
- алюминия и его сплавов;
- меди и ее сплавов, таких как латунь или бронза;
- пластмасс, таких как полипропилен, поливинилхлорид, полиэтилен и другие;
- композитных материалов: стеклопластика, многослойных труб.

Канализационные трубы изготавливаются из пластика, керамики и чугуна.

## Классификация

### По форме сечения
- круглые;

- профильные: квадратные, прямоугольные, овальные и специальные.

### По способу изготовления (технологии)
Трубы должны отвечать требованиям, изложенным в Государственных стандартах, ГОСТах. В тех случаях, когда характеристики труб, предназначенных не для массового использования, отличаются от стандартных, требования к таким трубам устанавливаются Техническими Условиями, ТУ.
Сварные
Металлические трубы бытового и неответственного назначения, а также большого диаметра часто делают сварными. При этом либо лист сворачивают так, что шов идёт вдоль трубы («прямошовная труба»), либо навивают ленту по спирали («спиралешовная труба»). Современные технологии позволяют заметно усилить прочность шва стальной трубы — его прочность всего на 10—15 % меньше прочности остальной её части. 
Электросварные трубы делятся на прямошовные и спиралешовные. Спиралешовные трубы применяются для водопроводов, прямошовные для газопроводов, трубопроводов с высокими рабочими характеристиками и деталей конструкций. 
В России трубы электросварные стальные выпускаются по следующим стандартам; водогазопроводные (ВГП) ГОСТ 3262-75; электросварные прямошовные по ГОСТ 10704-91, ГОСТ 10705-80, ГОСТ 10706-76; спиралешовные ГОСТ 8696-74; для магистральных нефтегазопроводов по ГОСТ 20295-85.
Бесшовные
Бесшовные трубы — не имеющие сварного шва или другого соединения. Изготавливаются способом прокатки, ковки, прессования или волочения. Предназначены для изготовления ответственных трубопроводов с высоким номинальным давлением и температурой, для магистральных трубопроводов и транспортировки нефти и газа, для перекачки огнеопасных, агрессивных и радиоактивных сред. 
В России бесшовные стальные трубы выпускаются горячедеформированные по ГОСТ 8732-78, холоднодеформированные по ГОСТ 8734-75, а также специального назначения, выполненные по различным техническим условиям (ТУ).
Точность горячекатаного проката ориентировочно соответствует 12-14-му квалитету, холоднотянутого — 9-12-му квалитету.
Также бесшовными являются все медные трубы в силу технологии изготовления. 
Фальцовка с обжатием
Одним из современных способов изготовления трубы является формирование трубчатого сечения с продольным фальцевым швом.
Высверливание
Можно также изготавливать трубы, просверливая отверстие в цилиндрической заготовке. При этом способе значительная часть металла превращается в стружку, поэтому его используют не для труб как таковых, а только для деталей разных машин и механизмов (в том числе для оружейных стволов).
Литьё
Трубы можно изготовлять и литьём. Материал заливают либо в форму с центральным стержнем, либо в быстро вращающуюся пустотелую форму (центробежное литьё). Это основной метод изготовления железобетонных и асбоцементных труб.
Экструзия
Пластмассовые трубы чаще всего получают выдавливанием (экструзией).

### Защита стальных трубопроводов от коррозии
Для повышения стойкости к воздействию коррозии водогазопроводные и электросварные трубы могут быть покрыты слоем цинка как изнутри так и снаружи (оцинкованные трубы).
Также могут устанавливаться электроизолирующие соединения или цинковые протекторы.

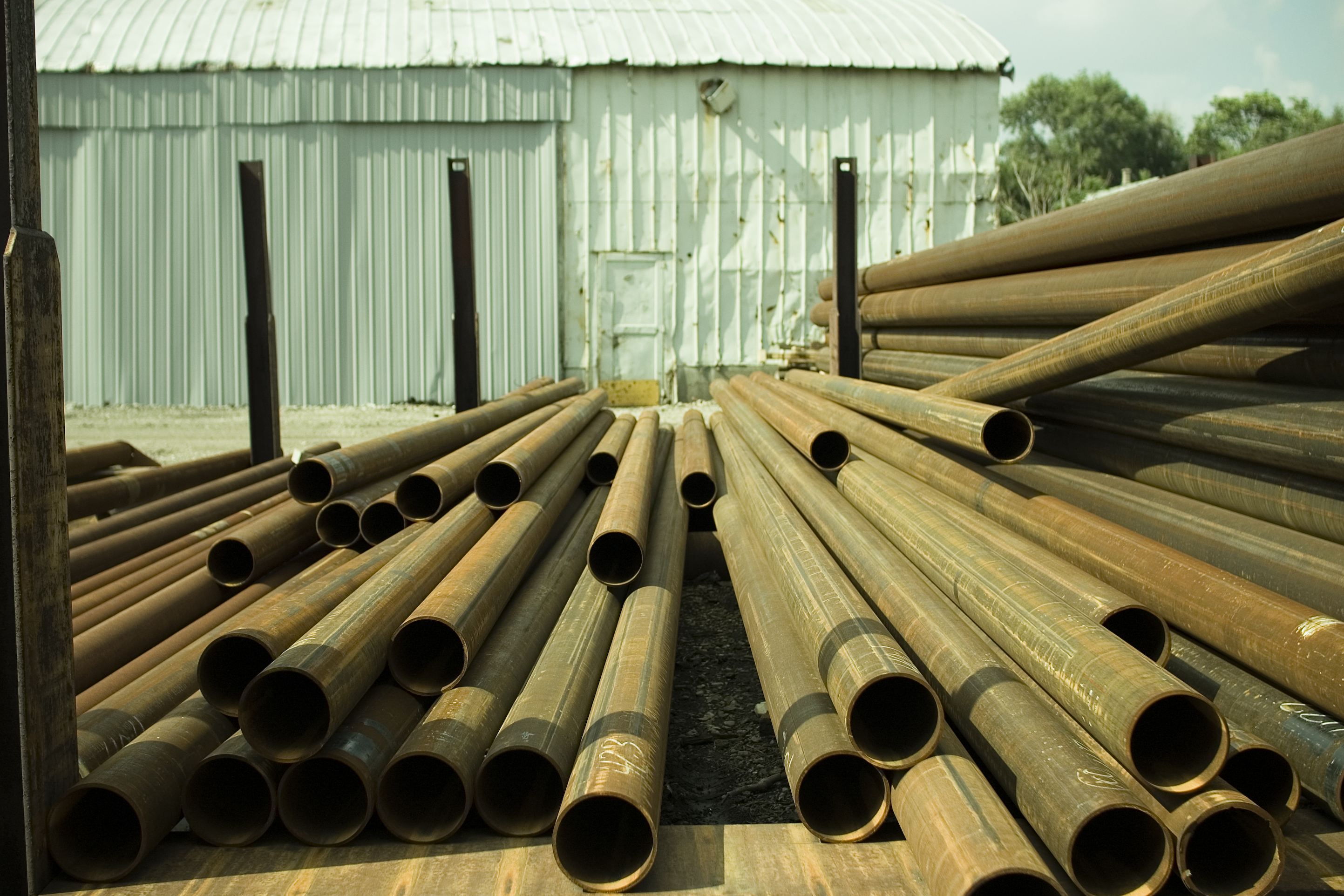
Стальные трубы на металлобазе
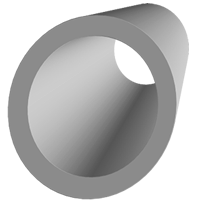
Труба круглая

## Основные характеристики круглых труб

### Размеры и масса
- Диаметр наружный, Дн. Измеряется в миллиметрах. Регламентируется ГОСТами;
- Диаметр внутренний, Дв. Измеряется в миллиметрах, или вычисляется арифметически, Дв = Дн — 2хS;
- Диаметр условного прохода (DN, Ду) — условная величина внутреннего диаметра в миллиметрах и иногда в дюймах (для водогазопроводных труб), основная размерная характеристика  трубопроводов, соединительных частей к ним и запорной арматуры;
- Толщина стенки, S, в миллиметрах;
- Длина трубы — зависит от диаметра трубы, способа изготовления, завода-изготовителя;
- Масса одного погонного метра стальной трубы вычисляют по эмпирической формуле: М=0,02466*S*(Дн-S), где М — масса одного метра в килограммах, Дн — наружный диаметр трубы в миллиметрах, S — толщина стенки в миллиметрах.

Примеры обозначения труб
Труба бесшовная, с условным диаметром (Ду) 50 мм, с толщиной стенки 3 мм, из высококачественной ванадиевой стали 10
Труба 57х3 ГОСТ 8734-75 В10;
То же, но из нержавеющей стали
Труба 57х3 ГОСТ 9940-81 12Х18Н10Т;
Труба водогазопроводная шовная Ду 20, с толщиной стенки 3,2 мм с гальваническим цинковым покрытием
Труба 20х3,2-Ц ГОСТ 3262-75;
Труба электросварная Ду 200, с толщиной стенки 4 мм, из стали Ст3сп, с горячим цинкованием толщиной 200 мкм
Труба 219х4 ГОСТ 10704-90 Ст3сп Гор. Ц200.

### Характеристики трубопровода и трубопроводных компонентов
- Давление рабочее (Рраб) — наибольшее давление транспортируемой среды при рабочей температуре, при котором обеспечивается длительная работа арматуры и соединительных частей;
- Давление номинальное (PN) измеряется в мегапаскалях (МПа)[3];
- Давление условное (Ру). Прочность труб и их соединительных частей должна соответствовать условному давлению Py транспортируемой среды. Под условным давлением понимается наибольшее избыточное давление, измеряемое в килограмм-силах на квадратный сантиметр (кгс/см2) при температуре 293 К (20˚С), при котором обеспечивается длительная работа трубопроводов и их элементов (соединительных частей, арматуры)[3]. Численное значение условного давления указывают в ГОСТ-ах или иных нормативных документах на каждый вид изделия;
- Давление испытательное, опресовки, пробное (Рисп, Рпр). , а также прочность труб, соединительных частей и арматуры проверяют пробным (испытательным) давлением Рпр, которое больше рабочего давления;
- Давление избыточное (манометрическое);
- Температура рабочая, максимальная, минимальная. Обычно рабочая температура транспортируемой среды отличается от температуры 20˚С в значительных пределах, колебания температуры должны учитываться при проектировании, так как разрушительно влияют на материал трубы.

### Материалы труб
- Металлы и сплавы
  - Сталь (см. Марочник сталей);
  - Чугун различных марок;
  - Медь и её сплавы: бронза и латунь. Для водопровода и отопления используется раскислённая только фосфором медь марки M1Ф и её европейский аналог Cu-DHP (CW024A) и M1Р.

- Полимеры
  - Поливинилхлорид (сокр. ПВХ) и другие на основе соединений хлора;
  - Поливинилдифторид (сокр. ПВДФ (PVDF)) и другие на основе соединений фтора;
  - Полиэтилен (сокр. ПЭ), различают ПЭ-80, ПЭ-100 и т. п.;
  - Сшитый Полиэтилен (сокр. PEX), различают PEXa,PEXb,PEXc в зависимости от способа сшивки;
  - Стеклопластик;
  - Полипропилен;
  - Полибутен;
  - Фаолит;
  - Виолен;
  - Поликарбонат.

- Комбинированные материалы
  - Алюминиевые металлополимерные трубы состоят из внутреннего рабочего слоя полиэтилена теплостойкого PERT или PEX, промежуточного несущего слоя алюминия и внешнего защитного слоя полиэтилена, с использованием клеящих веществ (см. картинку);
  - Медные металлополимерные трубы состоят из внутреннего рабочего слоя меди толщиной 0.3 мм и внешнего защитного слоя полимерного материала толщиной 2—3 мм без использования клеящих веществ;
  - Стальные с внутренним цементным и наружным защитным гидроизоляционным покрытием от коррозии, также для защиты от коррозии применяют эмалированное покрытие;
  - Металлополимерные трубы - композитные трубы, состоящие из двух или более компонентов, например, полимерного тела трубы и металлического армирующего каркаса.

- На основе бетона, других материалов
  - керамические;
  - асбестоцементные часто используются в качестве футляров для прокладки различных трубопроводов, телефонных и других линий, прокладываемых под землёй;
  - бетонные[источник не указан 5033 дня];
  - железобетонные используются для дренажа сточных, талых, ливневых вод.

## Использование труб

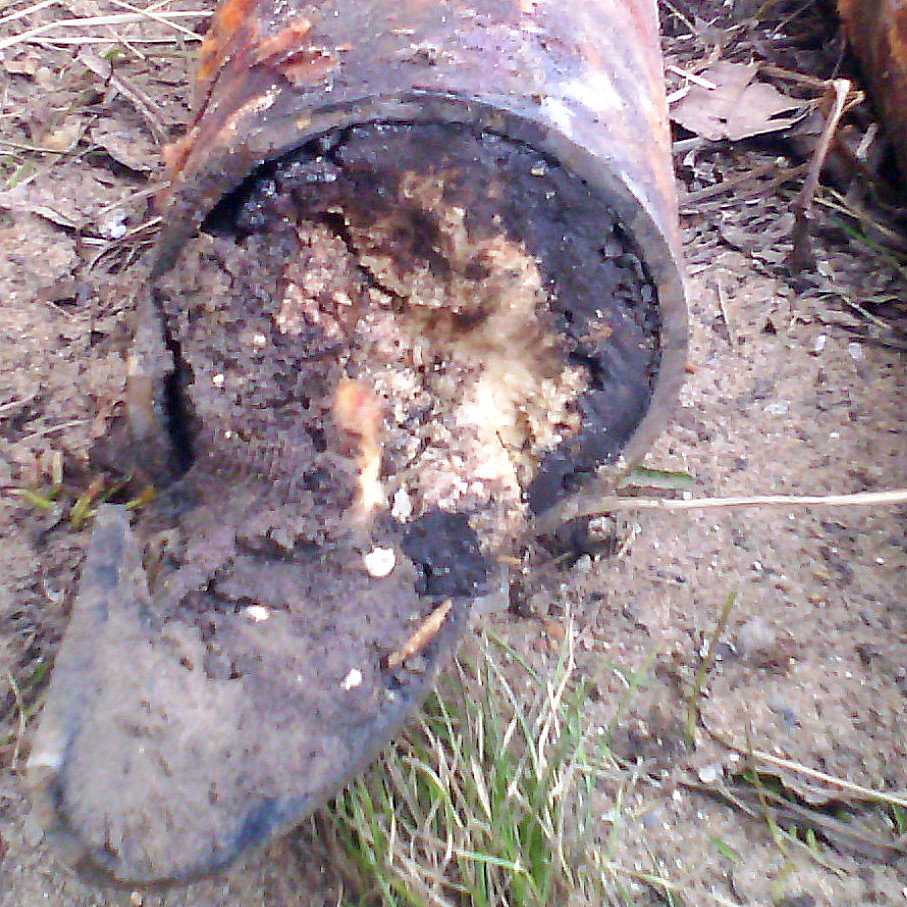
Чугунная канализационная труба после 40 лет эксплуатации

- Транспортировка различных веществ: твёрдых, жидких, газообразных;
- В строительстве зданий и сооружений;
- В производстве металлоизделий различного назначения;
- Передача давления в качестве импульса для технологических нужд;
- В качестве кожухов для защиты коммуникаций: электропроводки, трубопроводов;
- Для бурения скважин при добыче природных ресурсов;
- Для устройства колодцев, штолен, каптажи родников, галерей;
- В качестве художественного декора;
- В духовых музыкальных инструментах.

## Сортамент и размеры
Материал и размер труб регламентируются стандартами.

## Нормативно-технические документы, стандарты
Трубы стальные
- ГОСТ 8732-78 Трубы стальные бесшовные горячедеформированные. Сортамент
- ГОСТ 8734-75 Трубы стальные бесшовные холоднодеформированные. Сортамент
- Трубы профильные: квадратные ГОСТ 8639-82, прямоугольные ГОСТ 8645-68, овальные ГОСТ 8642-68 и ГОСТ 8644-68.
- ГОСТ 3262-75 Трубы стальные водогазопроводные. Технические условия
- ГОСТ 8731-74 Трубы стальные бесшовные горячедеформированные. Технические требования
- ГОСТ 8733-74 Трубы стальные бесшовные холоднодеформированные и теплодеформированные. Технические требования
- ГОСТ 10706-76 Трубы стальные электросварные прямошовные. Технические требования
- ГОСТ 11068-81 Трубы электросварные из коррозионно-стойкой стали. Технические условия
- ГОСТ 30732-2020 Трубы и фасонные изделия стальные с тепловой изоляцией из пенополиуретана в полиэтиленовой оболочке. Технические условия

Пластиковые
- ГОСТ 18599-2001 Трубы напорные из полиэтилена. Технические условия
- ГОСТ 22689.1-89 Трубы полиэтиленовые канализационные и фасонные части к ним. Сортамент
- ГОСТ 22689.0-89 Трубы полиэтиленовые канализационные и фасонные части к ним. Общие технические условия
- ГОСТ 22689.2-89 Трубы полиэтиленовые канализационные и фасонные части к ним. Конструкция
- ГОСТ Р 52134-2003 Трубы напорные из термопластов и соединительные детали к ним для систем водоснабжения и отопления. Общие технические условия

Из цветных металлов
- ГОСТ 52318-2005 Трубы медные круглого сечения для воды и газа. Технические условия

Из других материалов
- ГОСТ 1839-80 Трубы и муфты асбестоцементные для безнапорных трубопроводов. Технические условия
- ГОСТ 6942-98 Трубы чугунные канализационные и фасонные части к ним. Технические условия
- ГОСТ 8411-74 Трубы керамические дренажные. Технические условия
- ГОСТ 12586.0-83 Трубы железобетонные напорные виброгидропрессованные. Технические условия
- ГОСТ 31416-2009 Трубы и муфты хризотилцементные.

### Своды правил
- СП 40-102-2000 Проектирование и монтаж трубопроводов систем водоснабжения и канализации из полимерных материалов
- СП 40-103-98 Проектирование и монтаж трубопроводов систем холодного и горячего внутреннего водоснабжения с использованием металлополимерных труб
- СП 40-101-96 Проектирование и монтаж трубопроводов из полипропилена «рандом сополимер»
- СП 40-107-2003 Проектирование, монтаж и эксплуатация систем внутренней канализации из полипропиленовых труб
- СП 41-102-98 Проектирование и монтаж трубопроводов систем отопления с использованием металлополимерных труб

(список не полный)

### Зарубежные
США
- The API range. Eg: API 5L Grade B
- ASME SA106 Grade B (Seamless carbon steel pipe for high temperature service). Бесшовные трубы из углеродистой стали используемые для высоких температур
- ASTM A312 (Seamless and welded austenitic stainless steel pipe). Бесшовные и сварные трубы из нержавеющей стали
- ASTM C76 (Concrete Pipe) Железобетонные трубы.
- ASTM D3033/3034 (PVC Pipe). ПВХ труба
- ASTM D2239 (Polyethylene Pipe). Полиэтиленовая труба
- API Spec. 5CT — Трубы стальные обсадные и НКТ
- API Spec. 5L — Трубы стальные нефтегазопроводные
- API Spec. 5D — Трубы стальные бурильные

(список не полный)
Европа
- DIN 11850 Трубы из коррозионностойкой стали для пищевой, химической и фармацевтической промышленности. Размеры, материалы.
- DIN 2440 — Трубы стальные с резьбой среднетяжёлые
- DIN 2458 — Трубы стальные сварные
- DIN 1626 — Трубы круглые сварные из нелегированной стали со специальными требованиями
- EN ISO 1127—1997 Трубы из коррозионно-стойкой стали. Размеры. Допуски и условная масса на единицу времени.
- EN 10217-7:2005 Сварные стальные трубы для работы под давлением — Технические условия поставки — Часть 7: трубы из нержавеющей стали

(список не полный)
Украина
- ДСТУ Б В.2.7-151:2008 «Трубы полиэтиленовые для подачи холодной воды»
- ДСТУ Б В.2.7-73-98 «Трубы полиэтиленовые для подачи горючих газов».